# Lechón (Saragossa)
Lechón ist ein spanischer Ort und eine Gemeinde (municipio) mit nur noch 44 Einwohnern (Stand: 2024) im Süden der Provinz Saragossa in der Autonomen Gemeinschaft Aragonien. Die Gemeinde gehört zur bevölkerungsarmen Serranía Celtibérica.

## Lage und Klima
Lechón liegt ca. 100 Kilometer südsüdwestlich der Provinzhauptstadt Saragossa in einer Höhe von ca. 985 m. 
Durch die Gemeinde führt die Autovía A-23.
Das Klima ist gemäßigt bis warm; Regen (ca. 487 mm/Jahr) fällt übers Jahr verteilt.

## Bevölkerungsentwicklung
| Jahr      | 1970 | 1981 | 1991 | 2001 | 2011 | 2021 |
| Einwohner | 99   | 76   | 63   | 55   | 48   | 47   |

Die Mechanisierung der Landwirtschaft, die Aufgabe bäuerlicher Kleinbetriebe und der damit verbundene Verlust von Arbeitsplätzen führten in der zweiten Hälfte des 20. Jahrhunderts zu einem deutlichen Rückgang der Bevölkerungszahl (Landflucht).

## Sehenswürdigkeiten
- Laurentiuskirche (Iglesia de San Lorenzo) aus dem 17. Jahrhundert

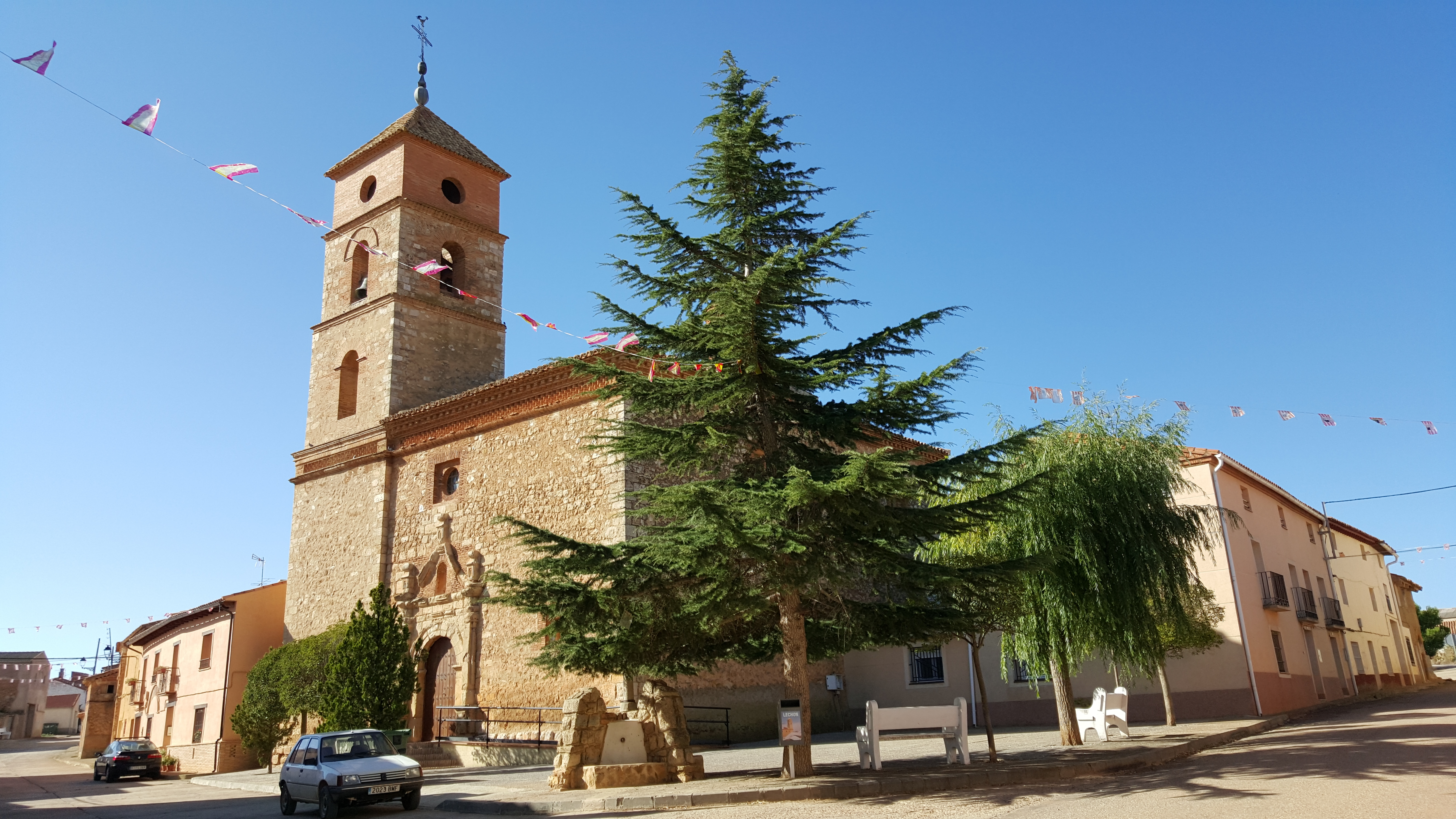
Laurentiuskirche
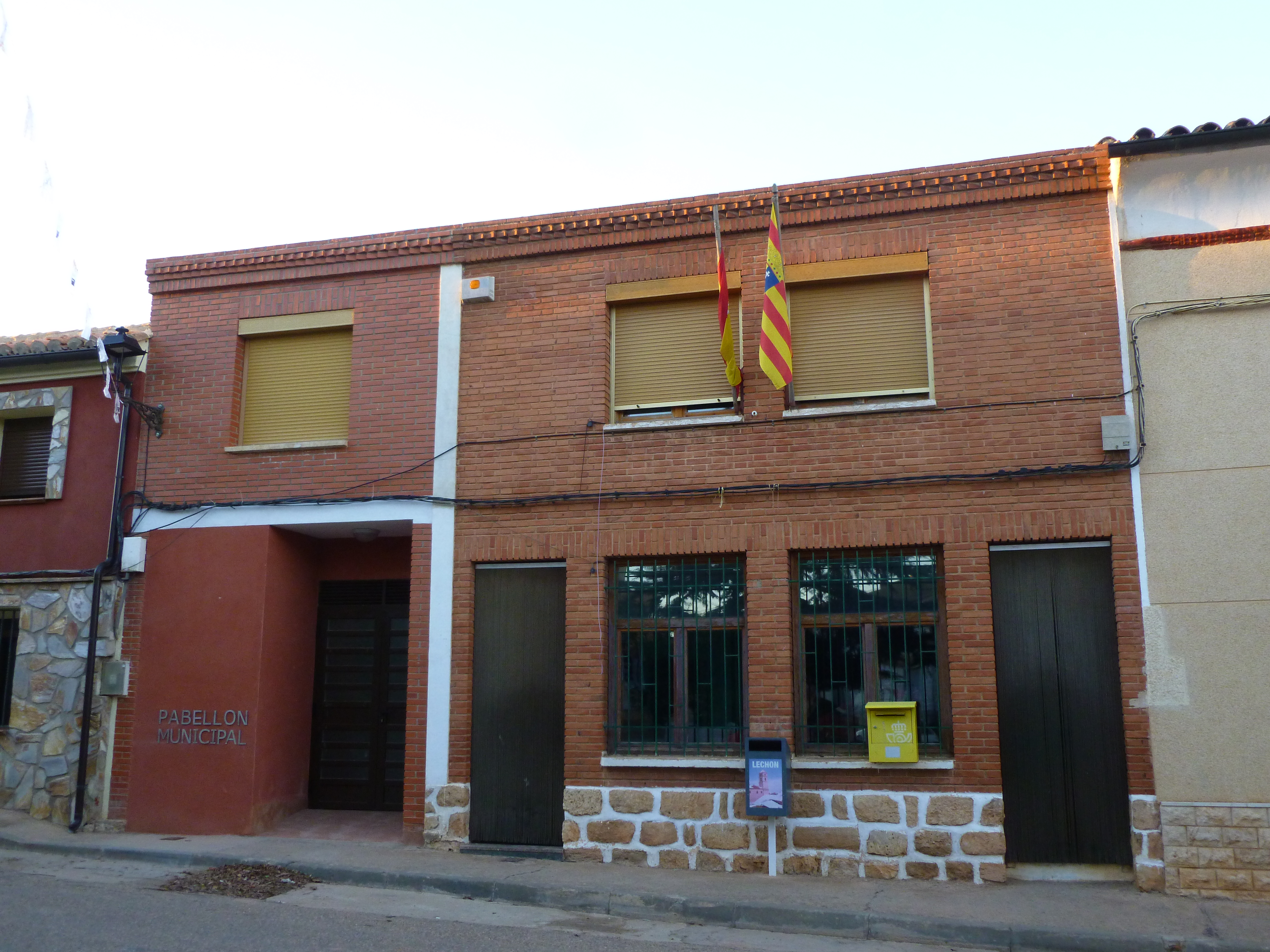
Rathaus